# Trioxys shivaphis
Trioxys shivaphis är en stekelart som beskrevs av Hajimu Takada 1966. Trioxys shivaphis ingår i släktet Trioxys och familjen bracksteklar. Inga underarter finns listade i Catalogue of Life.